# Orthomegas irroratus
Orthomegas irroratus is een keversoort uit de familie van de boktorren (Cerambycidae). De wetenschappelijke naam van de soort werd voor het eerst geldig gepubliceerd in 1915 door Lameere als Callipogon (Orthomegas) irroratus.

## Voorkomen
De soort komt voor in Colombia en Ecuador.

## Synoniemen
- Callipogon (Orthomegas) irroratus Lameere, 1915
- Callipogon (Orthomegas) irroratum Monné and Giesbert, 1994
- Callipogon irroratum Blackwelder, 1946
- Orthomegas irroratus Audureau, 2012